# Għargħur
Għargħur es un consejo local y una villa de Malta. Se encuentra situada en la cima de una colina entre dos valles en el norte de la isla de Malta con un área de 2 km² y una población de 2.533 habitantes.
- Datos: Q1018111
- Multimedia: Għargħur / Q1018111